# Aid to Families with Dependent Children
Aid to Families with Dependent Children (AFDC) var ett amerikanskt federalt biståndsprogram som existerade mellan 1935 och 1996 och som administrerades av USA:s hälso-, utbildnings- och välfärdsdepartement. AFDC gav finansiellt stöd till barn vars familjer hade låg eller ingen inkomst. Programmet ersattes 1996 av Temporary Assistance for Needy Families.